# Тарновські (козацький рід)
Тарно́вські — козацько-старшинський рід, походженням з Правобережжя, який, спочатку під прізвиськом Ляшко, з'явився на Прилуччині у 2-й половині 17 ст.
Іван Ляшко-Тарновський був військовим товаришем Прилуцького полку (1661).

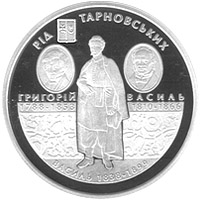
Монета НБУ присвячена роду Тарновських

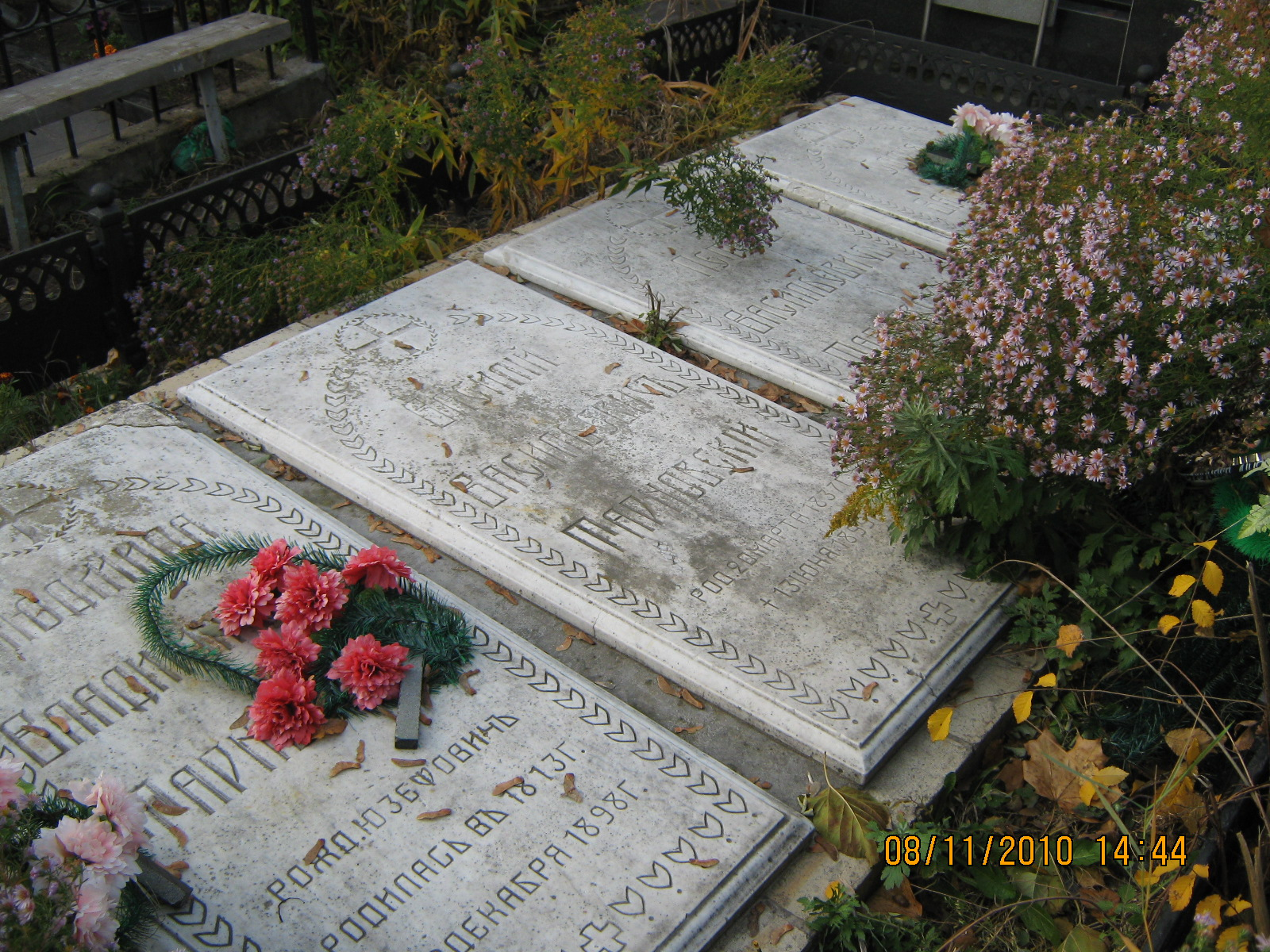
Могили деяких Тарновських на Звіринецькому кладовищі в Києві

Син його, Федір Ляшко-Тарновський, був сотником варвинським (1689–1693).
Від нього і його старшого брата Василя Ляшка-Тарновського ведуть початки дві лінії роду Тарновських: молодша — полтавська і старша — чернігівська.
З першої вийшов ряд сотників варвинських (1689–1769), зокрема Іван Тарновський (1760–1769), полковник гадяцький (1772–1779); з другої — Степан Тарновський († близько 1730), бунчуковий товариш і, разом з Семеном Чуйкевичем, керівник Генеральної Військової Канцелярії (1728).
Син Степана — Яків Тарновський був генеральним бунчужним (1761–1779); з внуків — Василь Тарновський, вихованець Кенігсберзького університету, був чернігівським губернським маршалом (1790–1794), а Степан Тарновський — київським губернським маршалом (1791–1792).
Син Степана — Григорій Тарновський (1788–1853), власник Качанівки на Борзенщині, знавець і меценат мистецтва, був приятелем Т.Шевченка.
Син Василя — Володимир Тарнавський, член Полтавського Генерального Суду (1818–1826), український патріот, член масонської ложі «Любов до істини»
Внуком Василя Яковича був Василь Тарновський (старший) (1810–1866), а правнуком Василь Тарновський (молодший) (1838–1899), їх родич Микола Якович Тарновський (1858–1898), дідич Канівського повіту, був археологом-аматором і збирачем київської старовини (видав «Каталог коллекций украинских древностей» з текстом В. Антоновича, 1898). 
В документах Полтавської губернії від 1879, 1893, 1897, 1907, 1910, 1915 років неодноразово згадуються представники роду: 
- колезький реєстратор Василь Андрійович Тарновський,
- колезький секретар а потім колезький радник Володимир Васильович Тарновський,
- дворянин Володимир Володимирович Тарновський,
- колезький реєстратор Дмитро Андрійович Тарновський,
- Овксентій Іванович Тарновський,
- колезький секретар Олександр Андрійович Тарновський.

Бібліотека вдови полковника Любові Полікарпівни Тарновскої в Полтаві на Стрітенській вул. відкрита в 1884 році, а книгарня в 1886 році. Число підписників до 300 осіб.
Андрій Володимирович Тарновський (?) – нащадок козацького роду Тарновських, закінчив Інститут корпусу інженерів шляхів сполучення, служив на різних посадах. Після відставки жив у своєму маєтку у с. Озеряни Лохвицького повіту. Дружина – Олександра Петрівна Мазаракій, дочка штабс-капітана, нащадка козацько-старшинського та дворянського роду грецького походження.
Їх син Володимир Андрійович Тарновський, народився 18 вересня 1852 року. Закінчив курс Імператорського Московського університету; у службі з 1875 р.; член Київського Окружного Суду, з 1883 року його голова, київський нотаріус (1912). Дружина – Варвара Іванівна Рукавишнікова.
Їх син Сергій Володимирович Тарновський (1882, Київ – 1976, Лос-Анджелес) — український і американський піаніст і музичний педагог, професор Київської консерваторії у 1920-х pоках. 
Підприємиця Тетяна Гайн-Тарновська, правнучка Василя Тарновського-молодшого (1837—1899), живе в Шотландії.
Тарновський Володимир Володимирович (1872, Херсонська губернія — 1952, Москва) — громадський діяч, фінансист.
Тарновський Василь Васильович (27 жовтня 1880 — 25 жовтня 1926) — офіцер-артилерист, один з основоположників зенітної артилерії в російській армії, перший російський ас-зенітник, конструктор артилерійського зенітного озброєння. Полковник (1917).